# Эракль II де Рошбарон

Герб сеньоров де Рошбарон

Эракль или Эрай II (фр. Héracle (Érail) II seigneur de Rochebaron, между 1376 и 1383 гг. — между 19 июля и 18 сентября 1419) — сеньор де Рошбарон, де Монтару и де Сен-Дени, сенешаль и военачальник Иоанна Бесстрашного во время Столетней войны. Снискал себе дурную славу, сколотив в интересах своего сюзерена разбойничью шайку, какое-то время наводившую ужас на жителей Оверни. Был вынужден сдаться войскам дофина.

## Краткая биография
Эракль II, сеньор де Рошбарон, де Монтару и де Сен-Дени происходил из старинного рыцарского рода. Его отцом был Гийон (Гиг) I де Рошбарон, матерью — Маргарита де Шатонеф-Рандон. Имел также младшую сестру по имени Аделаида, ставшую позднее аббатисой Сеув-Бенитского монастыря.
Уже его отец сумел значительно увеличить свои владения, присоединив к фамильному феоду де Рошбаронов земли и замок Монтаржи, исконно принадлежавшие дому Душанэ, последний представитель которого завещал их своему племяннику вместе с титулом. 28 сентября 1364 г. он принес за них вассальную присягу графу де Монтлор.
Продолжая увеличивать свои владения, Гиг де Рошбарон женил сына в 1387 г. на Маргарите де Бюрзе, чье приданое включало среди прочего замок Кро в округе Праделль-ан-Велей. Брак остался бездетным, Маргарита скончалась в 1394 г.
Вторым браком был женат на Aлисе де ла Ру, вместе с которой получил сеньории Буше и Кюбелль. Этот союз был заключен в 1401 г., годом спустя, 26 июня 1402 г. он принес вассальную присягу за свои владения графу де Форе, чтобы вернуть свои владения, за месяц до того конфискованные бальи Монбизона. Дополнительно ему удалось округлить свои владения за счет части сеньорий Монтару и Сен-Дени (округ Жеводан), выкупив их у тестя.
После смерти отца, 15 февраля 1410 г. Эракль де Рошбарон подтвердил вассальную присягу Анне Дофен, герцогине Бурбоннской, графине де Форе за сеньорию и замок Рошбарон.
От брака с Алисой у него родился сын — Гиг II, также пытавшийся начать борьбу на стороне бургундской партии, но Карл VII заставил его сложить оружие. 17 августа 1424 г. Гиг де Рошбарон погиб в битве под Вернеем, после чего этот род прервался в прямой мужской линии.

## Участие в Столетней войне
Свой крутой нрав Рошбарон проявил уже в 1411 г., поссорившись из-за земельных владений с епископом Мандским, епископом Вивье и Филиппом де Леви, сеньором де Рош-ан-Ренье. Желая выиграть дело, он отправился в Дижон, где в то время находился двор бургундского герцога Иоанна Бесстрашного, который оценив смелость и упорство Рошбарона, без особых усилий склонил его на сторону бургундской партии, предложив 200 турских ливров годового дохода и пост своего советника и кастеляна.
В 1415 г. его полный титул был — сеньор де Рошбарон, Монтару, сенешаль Бокера и Нима, наместник Его Величества короля английского в Жеводане, Виварэ, Вабре и Валентинуа. Впрочем, три последних графства следовало ещё завоевать, так как их прочно удерживал за собой наместник французского короля Арман де Полиньяк.
Окончательно решившись, Рошбарон в том же году вербует на собственные средства армию из ломбардских и савойских наемников, причём его правой рукой становится савоец Гиг де Сальнов. Эта шайка ограбила Форе, Монбризон и Велей. Тогда же он начал поход на Пюи, земли принадлежавшие местному епископу, однако, против него выступила почти вся местная знать. В этот раз, впрочем, мятежному рыцарю удалось спасти положение, пользуясь родством со многими из оверньских дворян, и склонить их к нейтралитету. Едва это случилось, Рошбарон продолжил поход, и хотя война шла с переменным успехом, и все завоеванное было вскоре потеряно, встревоженный этим выступлением король Карл VII через посредничество архиепископа Реймсского предложил ему прощение за мятеж, три тысячи ливров и возвращение нескольких крепостей, но Рошбарон, как показало дальнейшее, чрезмерно переоценив свои возможности, в резкой форме отказался. Осада Пюи оказалась безуспешной, более того, злодеяния де Рошбарона, действовавшего по свидетельству современников «кровью и огнём» были настолько велики, что для разгона его наемников было отряжено войско под предводительством графа де Пардиака, младшего сына Бернара д’Арманьяка, и Имбера де Гросле, сенешаля Лиона. Шайка Рошбарона, способная только грабить, была разбита в первом же бою при Серверетте, маленьком городке в Лангедоке, по презрительному выражению летописца «бежала трусливо и позорно», попытавшись укрыться в этом городе (или если верить «Хронике Девы» — в Бузо, немедленно взятом в осаду войсками короля. Дисциплиной это разношерстое войско также не отличалось, так что часовая служба в городе неслась из рук вон плохо, и одному из арбалетчиков де Пардиака вскоре удалось поджечь город. Большая часть солдат Рошбарона после этого сдалась на милость победителей, ему самому с небольшим отрядом удалось ускользнуть.
Пардиак продолжал гнать своего противника, захватив замки Монтару и Прад, и наконец заперев его в родовом поместье — Рошбарон. Неизвестно, как сложилась бы далее судьба мятежного сеньора, если бы между королём и герцогом Бургундским не было заключено перемирие, подписанное в Понсо (округ Сен-Дени). По его условиям «сьер де Рошбарон клялся соблюдать условия, согласно каковым его замок был освобожден от осады».
Рошбарон как пленник был доставлен в Жеводен, где вскоре скончался, и прево Монбизона — Жан Фурнье, по приказу бальи графа де Форе — Аме Верда, конфисковал замок, причем вдова Рошбарона была вынуждена содействовать этому под угрозой крупного штрафа.

## Первоисточники
- Chronique de la Pucelle 2 — Affaire de la Rochebaron Архивная копия от 20 июля 2008 на Wayback Machine см. также перевод Хроника Девы. Глава II. О деяниях де ла Рошбарона.